# Lillesjön (Högsby socken, Småland)
Lillesjön är en sjö i Högsby kommun i Småland och ingår i Emåns huvudavrinningsområde. Sjön är 3,5 meter djup, har en yta på 0,267 kvadratkilometer och är belägen 88 meter över havet.

## Delavrinningsområde
Lillesjön ingår i det delavrinningsområde (634651-150941) som SMHI kallar för Ovan Morån. Medelhöjden är 103 meter över havet och ytan är 30,01 kvadratkilometer. Räknas de 234 avrinningsområdena uppströms in blir den ackumulerade arean 3 676,29 kvadratkilometer. Avrinningsområdets utflöde Emån mynnar i havet. Avrinningsområdet består mestadels av skog (70 procent) och jordbruk (14 procent). Avrinningsområdet har 1,19 kvadratkilometer vattenytor vilket ger det en sjöprocent på 3,9 procent.